# Anticlea elegans
Anticlea elegans es una especie  perteneciente a la familia  Melanthiaceae.

## Hábitat
Está ampliamente distribuida en toda América del Norte y se produce en muchos hábitats.

## Descripción
Tiene las flores como un lirio blanco con dos vertientes, con glándulas de color amarillo verdoso  en cada pétalo (de forma que puede ayudar a distinguirla de otros miembros del género).  Las plantas que crecen en el lado occidental del continente tienden a ser menores en tamaño que sus homólogos orientales, pero tienen más flores que se encuentran densamente agrupadas.  La flor es muy venenosa.
Son plantas bulbosas que alcanzan los 20-80 cm de altura, los bulbos no están agrupados y son tunicados y estrechamente ovoides de 1.5-3 cm × 1-2 cm.  Los tallos sin hojas persistentes en las bases. Las hojas proximales de 10-30 cm × 3-15 mm. Las inflorescencias poco racemosa a paniculada con 10-50 flores, con 1-4 ramas de 9-25 cm × 3-6 cm. Las flores tienen a campanuladas de  15-20 mm diámetro con tépalos persistentes hasta la fruta, de color crema verdoso, oval y algo reducido en la base. Cápsulas estrechamente cónica de 10-20 mm. 2n = 32. 

## Taxonomía
Anticlea elegans fue descrito por (Pursh) Rydb. y publicado en Bulletin of the Torrey Botanical Club 30(5): 273. 1903.
Variedad aceptada
- Anticlea elegans var. glaucus (Nutt.) Zomlefer & Judd

Sinonimia
| - Anticlea alpina (Blank.) A.Heller - Anticlea chlorantha (Richardson) Rydb. - Anticlea coloradensis (Rydb.) Rydb. - Anticlea glauca (Nutt.) Kunth - Anticlea gracilenta (Greene) R.R.Gates - Anticlea longa (Greene) A.Heller - Anticlea mohinorensis (Greenm.) R.R.Gates - Evonyxis glauca (Nutt.) Raf. - Gomphostylis bracteata (Sims) Raf. - Helonias bracteata Sims - Leimanthium glaucum (Nutt.) Schult. & Schult.f. - Melanthium glaucum Nutt. - Melanthium hultgreenii Thunb. - Zigadenus alpinus Blank. - Zigadenus bracteatus (Sims) Sweet - Zigadenus canadensis Baker | - Zigadenus chloranthus Richardson - Zigadenus chloranthus var. major Hook. - Zigadenus coloradensis Rydb. - Zigadenus commutatus Schult. & Schult.f. - Zigadenus dilatatus Greene - Zigadenus elegans Pursh - Zigadenus elegans var. coloradensis (Rydb.) M.E.Jones - Zigadenus elegans subsp. glaucus (Nutt.) Hultén - Zigadenus elegans var. glaucus (Nutt.) Preece - Zigadenus glaucus (Nutt.) Nutt. - Zigadenus gracilentus Greene - Zigadenus longus Greene - Zigadenus mohinorensis Greenm. - Zigadenus speciosus Douglas ex Hook. - Zigadenus speciosus var. minor Greene - Zigadenus washakie A.Nelson |